# Bój pod Jelnicą
Bój pod Jelnicą – część wielkiej bitwy nad Berezyną. Walki polskiego 20 pułku piechoty z oddziałami sowieckiej 6 Dywizji Strzelców w czasie majowej ofensywy wojsk Michaiła Tuchaczewskiego w okresie wojny polsko-bolszewickiej.

## Położenie wojsk przed bitwą
W maju 1920, po zajęciu Kijowa i zdobyciu przyczółków mostowych po wschodniej stronie Dniepru, wojska polskie przeszły do obrony. Wódz Naczelny Józef Piłsudski zdawał sobie sprawę z tego, że nie udało mu się rozbić większych sił nieprzyjaciela, a jedynie zmusił je do wycofania się dalej na wschód. Stąd też planował nowe uderzenie, tym razem na północnym odcinku frontu wschodniego. W tym czasie dowódca Frontu Zachodniego Michaił Tuchaczewski grupował wojska na wschodnim brzegu Berezyny i także przygotowywał je do ofensywy.

### Skład wojsk
Wojsko Polskie
- 1 Armia gen. Stefana Majewskiego obsadzała odcinek Dryssa–Połock–Uszacz–Lepel. W pierwszym rzucie posiadała 8 Dywizję Piechoty i 1 Dywizję Litewsko-Białoruską, a w odwodzie 3 Dywizję Piechoty Legionów i 1 Brygadę Jazdy.
- 4 Armia gen. Szeptyckiego w składzie 2 Dywizja Piechoty Legionów, 6., 14. i 9. dywizje piechoty broniła linii Berezyny od Lepla po ujście do Dniepru.

17 maja dowodzenie nad obu armiami przejął gen. Stanisław Szeptycki.
Armia Czerwona
Na wschodnim brzegu Berezyny utworzono zgrupowanie uderzeniowe:
- 15 Armia Augusta Korka w składzie 4., 6., 5., 53., 56. dywizje strzeleckie i 15 Dywizja Kawalerii[b]
- Grupę Północną Jewgienija Siergiejewa w składzie 48 Dywizja Strzelców i 164 Brygada Strzelców
- 16 Armia Nikołaja Sołłohuba w składzie 2., 8., 10., 17. i 21. dywizje strzeleckie[c].

Całością sił uderzeniowych dowodził dowódca Frontu Zachodniego Michaił Tuchaczewski.

## Przebieg działań
14 maja 1920 wojska Frontu Zachodniego Michaiła Tuchaczewskiego przeszły do ofensywy.
26 maja 1920 sowiecka ofensywa na całym froncie zaczęła tracić swój impet.
Na południowy wschód od jeziora Narocz 6 Dywizja Strzelców walczyła z polską XI Brygadą Piechoty i nie potrafiąc przełamać jej obrony, sama przeszła do obrony.
Inicjatywę przejęła strona polska.  
20 pułk piechoty, który do tej pory bronił frontu po obu stronach linii kolejowej Mołodeczno – Połock, wraz z batalionem szturmowym 17 Dywizji Piechoty i kompaniami 12 pułku piechoty przeprowadził trzy wypady na Jelnicę. 
Wzięto około 200 jeńców i zdobyto 9 ckm. 

## Bilans walk
Aktywna obrona 20 pułku piechoty i batalionu szturmowego 17 DP  mocno osłabiła sowiecką 6 Dywizję Strzelców.
Uderzające 1 czerwca w ramach polskiej kontrofensywy oddziały miały ułatwione zadanie przy przełamywaniu sowieckiej obrony. 